# Anyphops reservatus
Espèce
Synonymes
- Selenops reservatus Lawrence, 1937

Anyphops reservatus est une espèce d'araignées aranéomorphes de la famille des Selenopidae.

## Distribution
Cette espèce est endémique du KwaZulu-Natal en Afrique du Sud,. Elle se rencontre vers Hluhluwe.

## Publication originale
- Lawrence, 1937 : A collection of Arachnida from Zululand. Annals of the Natal Museum, vol. 8, p. 211-273.